# Sulfija
Sulfija ist ein weiblicher Vorname persischen Ursprungs. Der Vorname kommt insbesondere in islamischen Ländern vor. Türkische Varianten des Namens sind Zülfiyar und Zülfiye; ein türkisches männliches Pendant ist Zülfü.

## Namensträgerinnen
- Zulfiya (1915–1996), usbekische Schriftstellerin
- Sulfija Chassanowna Sabirowa (* 1973), kasachische Radrennfahrerin
- Sülfija Tschinschanlo (* 1993), kasachische Gewichtheberin
- Zülfiye Kaykin (* 1968), deutsche Politikerin und Staatssekretärin des Landes Nordrhein-Westfalen
- Sulfija (usbekisch/englisch Zulfiya, russisch Зульфия), ein Krater auf dem Planeten Venus[1]